# Kyle Broflovski
Kyle Broflovski är en av de fyra huvudkaraktärerna i den animerade TV-serien South Park. Han är baserad på seriens ena skapare Matt Stone, som också gör hans röst.

## Biografi
Kyle kommer från en judisk familj med mamma Sheila och pappa Gerald. Han har även en adopterad lillebror från Kanada vid namn Ike och en kusin som också heter Kyle. Han har alltid på sig en orange jacka, mörkgröna byxor och mössa och vantar i grönt. Han tar ogärna av sig mössan, eftersom han ärvt sin mammas knallröda hår, som står rakt upp.
Han är bästa vän med Stan, som han alltid hänger ihop med. Han hatar Cartman för att denne är så egoistisk och antisemitistisk. Deras starka "ovänskap" gör att de ofta accepterar att slå vad. Trots det räddade Kyle Cartmans liv i säsong 4 (för att rädda världen) och vice versa i säsong 10 (för att de hade ett avtal).
Han är oerhört intelligent och räddar ofta situationen, men ingen lyssnar på honom. Han räddar South Park från en zombieattack i första säsongen. Han drabbas av njursvikt i fjärde säsongen, men räddas av Stan, som lyckas lura Cartman att donera sin ena njure. Även om han har svårt att visa det är han snäll, vilket han visar i säsong åtta, när en pappa vid namn Michael Jefferson (parodi på Michael Jackson) flyttar in i South Park med sin sjuårige son, och i femte säsongen, då Kenny får tuberkulos och hamnar på sjukhus. 
I kärlek har han inte mycket tur. Han var intresserad av en tjej i en stavningstävling, men hon var för obildad om kärlek. I andra säsongen blev dock Bebe intresserad av honom, men hon insåg att de inte skulle passa ihop (bland annat för att han inte brydde sig).